# Irouléguy
Irouléguy är en kommun i departementet Pyrénées-Atlantiques i regionen Nouvelle-Aquitaine i sydvästra Frankrike. Kommunen ligger i kantonen Saint-Étienne-de-Baïgorry som tillhör arrondissementet Bayonne. År 2022 hade Irouléguy 366 invånare.

## Befolkningsutveckling
Antalet invånare i kommunen Irouléguy
| Referens: INSEE |